# Яргиль
Яргиль (таб. Яргъил) — село в Хивском районе Дагестана. Входит в состав сельского поселения «Сельсовет Ашага-Яракский».

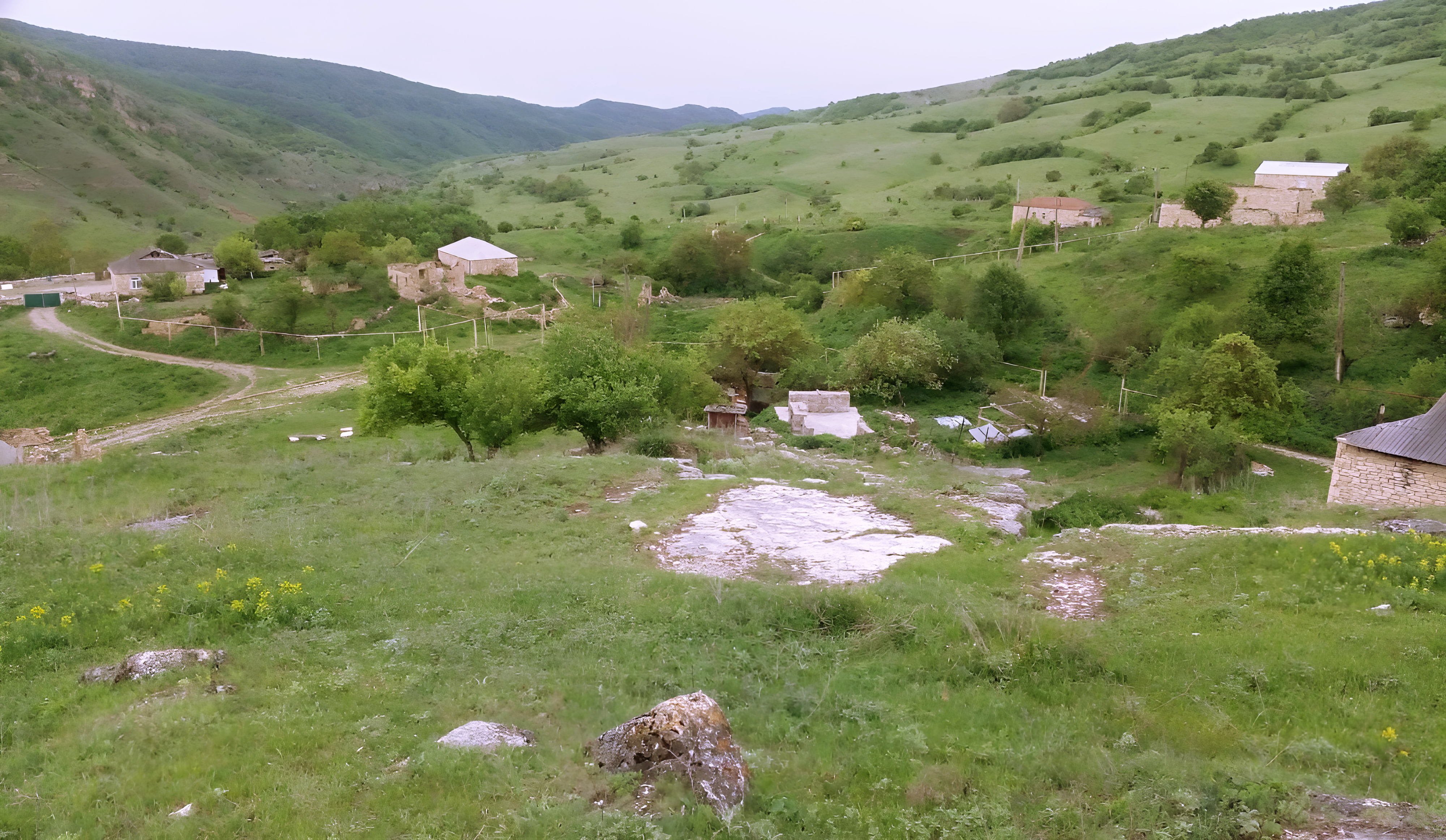
Вид На Яргиль

## История
Село имеет богатую многовековую историю, на территории села имеются выявленные при хозяйственных и дорожных работах могилы с останками и инвентарем, представляющие собой материально-исторические ценности (керамика, оружие, орудия труда и украшение), относящиеся к албано-сарматскому периоду (IV в. н.э.). Эти находки зафиксированы на археологической карте Дагестана. 
Арабский историк ал-Гарнати в 12 веке пишет о 24 рустаках. Речь шла о распаде единого Табасарана на союзы сельских обществ, которые сохраняли свою самостоятельность вплоть до конца 19-го века. Такие союзы, как «Нитриг» и «Калук» включали в себя селения: Ашага-Яраг, Юхари-Яраг, Тураг, Яргиль, Чере, Межгюль, Зильдик, Заза, Чулак, Ничрас, Зирдаг. Жители этих сел никогда не находились под властью кадиев, майсумов и беков. Об этом также свидетельствуют многие исторические документы. 
Главными отраслями сельского хозяйства были скотоводство, земледелие. Также жители села занимались пчеловодством, растениеводством и садоводством.  Женщины занимались домашним хозяйством, ковроткачеством, обработкой шерсти и льна. Орудия труда в основном изготовляли сами сельчане. Это плуги, серпы, косы, лопаты, молотильные доски, веники и другая домашняя утварь. В центре села была расположена кузница, где и сейчас находится годекан Джаднак.
В селении действовала одна мечеть. Имама избирало всё взрослое население. При мечети было медресе, где обучали арабскому письму и чтению Корана.
Яргильцы принимали активное участие в Гражданской войне. Когда в Дагестан пришли деникинцы и турецкие янычары, большинство мужского населения вошло в отряд прославленного революционера Юзбекова Тарикули и его соратника Акимова из селения Чере.
В годы Великой Отечественной войны из селения призвали на фронт более 30 человек, среди них был Алиханов Мирзабек, Максумов Максум, Саруханов Ибрагим, Ханов Ханмагомед, Шахмарданов Ибрагим, Герейханов Зелимхан, Герейханов Гамзат, Бинаталиев Мирзабек, Караханов Ислам, Бейбутов Зайнадил, Рамазанов Абдулмажид и другие. Фронту помогали и женщины Яргиля, которые связали сотни пар шерстяных носков и варежек для бойцов Красной Армии. По зову партии десятки сельчан строили оборонительные сооружения. Сельчане свято чтят память о тех, кто защищал Родину!
В 30-х годах прошлого века в селении был организован колхоз имени Карла Маркса. В 1963 году произошло объединение двух колхозов: им. Калинина с. Куг и Карла Маркса с. Яргиль в единый колхоз «Дружба». В конце 60-х годов XX века образовался совхоз «Юзбековский», куда вошли и жители Яргиля. 
Начальную школу в Яргиле открыли только после установления советской власти в 1926 году в здании сельской мечети. В 1949 году в селении было построено отдельное здание начальной школы. Первым заведующим школы был Шахмарданов Ибрагим. Школа и сельчане гордятся своими лучшими сыновьями и дочерьми, которые добросовестно работают в разных отраслях народного хозяйства. Среди выпускников учителя, врачи, инженеры, агрономы, экономисты, строители и т.д.
После землетрясения 1966 года многие Яргильцы переселились в посёлок Дружба Каякентского района. Остальные постепенно перебрались в города Дербент, Дагестанские Огни и другие населенные пункты республики. Только в Дербенте проживает около 300 хозяйств Яргильцев.

## География
Расположено в 7 км к северо-востоку от районного центра — села Хив, на реке Яргильнир.

## Население
| 1895 | 1926 | 1939 | 1970 | 1989 | 2002 | 2010 |
| ---- | ---- | ---- | ---- | ---- | ---- | ---- |
| 463  | ↗470 | ↗516 | ↘261 | ↘19  | ↗44  | ↘39  |
| 2021 |      |      |      |      |      |      |
| ↘36  |      |      |      |      |      |      |

## Известные уроженцы
Бинаталиев Абдулазиз Бинаталиевич — участник Великой Отечественной войны. Воевал  на Черноморском флоте сначала и до конца войны. После войны через три года отпустили домой, почти 8 лет отслужил на торпедном катере пулеметчиком зенитной артиллерии.
Джафаров Гаджирамазан Джафарович — Заслуженный строитель ДАССР и РСФСР. Участник исполнительного комитета Каспийского горсовета депутатов трудящихся ДАССР. В Советское время, под его руководством в г. Каспийске было построено и введено в эксплуатацию более 20 жилых объектов.

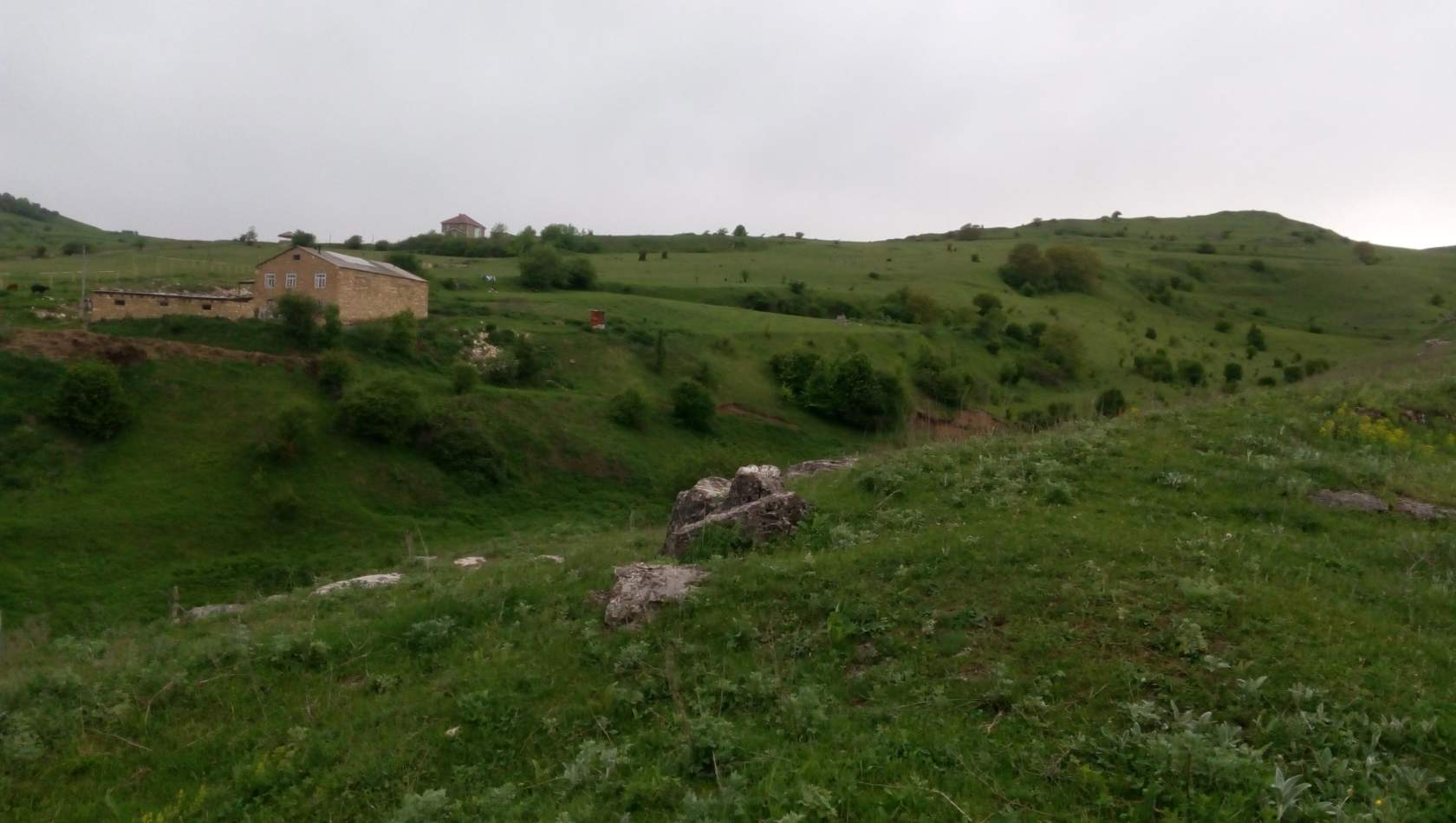
Вид на Яргиль

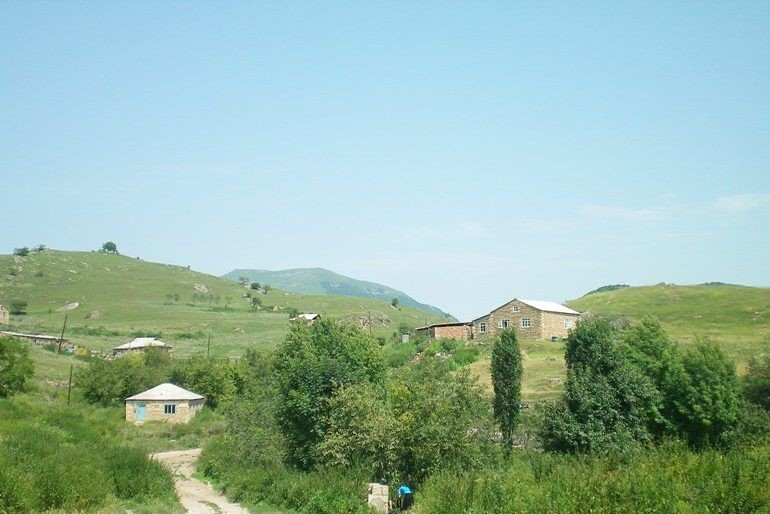
Вид на Яргиль

Караханов Борис Исламович — Заслуженный экономист Республики Дагестан, начальник управления экономики,  целевых программ, рыночных структур и ценовой политики Министерства  сельского   хозяйства  и  продовольствия  Республики Дагестан. 
Караханов Фейзуллах Исламович — Заслуженный экономист Республики Дагестан.
Шахмарда́нов Ибраги́м Шахмарда́нович  — табасаранский писатель, был участником Великой Отечественной войны, награждён боевыми и трудовыми наградами, среди которых орден Отечественной войны II степени, медали «За отвагу», «За победу над Германией в Великой Отечественной войне 1941–1945 гг.», «За доблестный труд в Великой Отечественной войне 1941–1945 гг.». Особое место в творчестве поэта-фронтовика занимает военно-патриотическая тема, а также произведения, посвящённые историческому прошлому и настоящему Дербента, где прошли последние годы жизни поэта.
Шахмарданов Шахвелед Ибрагимович —  табасаранский поэт, прозаик, переводчик, Народный поэт Дагестана (2018).  Член СП России, член правления СП РД. Заслуженный работник культуры РД. Ветеран труда. Награжден Почетной грамотой правительства РД, именными часами Председателя Госсовета РД, памятной медалью им. А. Грибоедова, почетной грамотой СП России, премией Международного фонда Р. Гамзатова.